# Mercedes Peris
María Mercedes „Merche“ Peres Minguet (* 5. Januar 1985 in Paiporta) ist eine ehemalige spanische Schwimmerin. Sie gewann eine Bronzemedaille bei Weltmeisterschaften auf der 25-Meter-Bahn und je eine Gold- und Bronzemedaille bei Europameisterschaften auf der 50-Meter-Bahn. Bei Mittelmeerspielen erschwamm sie dreimal Silber und einmal Bronze. 

## Sportliche Karriere
Mercedes Peris schwamm für den Club Valenciano de Natación.
Bei den Europameisterschaften 2004 in Madrid belegte Peris den fünften Platz auf der nichtolympischen Distanz über 50 Meter Rücken. Im Jahr darauf bei den Mittelmeerspielen 2005 in Almeria erreichten über 50 Meter Rücken drei Schwimmerinnen innerhalb von 0,05 Sekunden das Ziel. Es siegte die Französin Laure Manaudou vor der Italienerin Elena Gemo und Mercedes Peris. Über 100 Meter Rücken gewann die Französin Alexandra Putra mit einer halben Sekunde Vorsprung vor Peris. Mit der Lagenstaffel erschwamm Peris Silber hinter der französischen Mannschaft. 2006 bei den Europameisterschaften in Budapest wurde Peris Siebte über 100 Meter Rücken. Als Vierte über 50 Meter Rücken fehlten ihr 0,22 Sekunden zu einer Medaille. Im Dezember bei den Kurzbahneuropameisterschaften in Helsinki wurde Peris Achte über 50 Meter Rücken.
2008 bei den Europameisterschaften in Eindhoven schied Peris über 100 Meter Rücken als Neunte des Halbfinales aus. Über 50 Meter Rücken wurde sie Fünfte. Fünf Monate später trat Peris bei den Olympischen Spielen in Peking über 100 Meter Rücken an. Als 28. der Vorläufe fehlten ihr anderthalb Sekunden zum Erreichen des Halbfinales. 2009 bei den Mittelmeerspielen in Pescara wurde Peris Zweite über 50 Meter Rücken hinter Elena Gemo. Über 100 Meter Rücken belegte Peris den siebten Platz, ihre Landsfrau Duane Da Rocha wurde Zweite und schwamm auch in der Lagenstaffel. Kurz darauf bei den Weltmeisterschaften in Rom schied Peris über 50 Meter Rücken als 15. der Halbfinalläufe aus. Ende 2009 belegte Peris bei den Kurzbahneuropameisterschaften in Istanbul den achten Platz über 50 Meter Rücken.
Im Juli 2010 siegte Peris bei den spanischen Meisterschaften über 50 Meter Rücken. Im August bei den Europameisterschaften in Budapest wurde Peris über 100 Meter Rücken Vierte mit 0,34 Sekunden Rückstand auf die drittplatzierte Deutsche Jenny Mensing. Über 50 Meter Rücken gewann die Belarussin Aljaxandra Herassimenja vor der Deutschen Daniela Samulski, zwei Hundertstelsekunden hinter Samulski schlug Peris als Dritte an. Im Dezember bei den Kurzbahnweltmeisterschaften in Dubai belegte Peris den siebten Platz über 100 Meter Rücken. Über 50 Meter Rücken erschwamm sie die Bronzemedaille hinter der Chinesin Zhao Jing und der Australierin Rachel Goh. Bei den Weltmeisterschaften 2011 in Shanghai wurde Peris Achte über 50 Meter Rücken. Viereinhalb Monate später schlug Peris bei den Kurzbahneuropameisterschaften in Stettin als Siebte über 50 Meter Rücken an.
Im Mai 2012 bei den Europameisterschaften in Debrecen schied Peris über 100 Meter Rücken als Zehnte des Halbfinales aus. Über 50 Meter Rücken gewann sie den Titel mit 0,06 Sekunden Vorsprung vor den zeitgleichen Arianna Barbieri aus Italien und der Kroatin Sanja Jovanović. Mit der Lagenstaffel belegte Peris den fünften Platz. Im November schied Peris bei den Kurzbahneuropameisterschaften in Chartres sowohl über 50 Meter Rücken als auch über 100 Meter Rücken im Halbfinale aus. 2013 war Barcelona Austragungsort der Weltmeisterschaften. Über 100 Meter Rücken schied Peris wieder im Halbfinale aus. Über 50 Meter Rücken erreichte sie den Endlauf und belegte als beste Europäerin den fünften Platz. Auch bei den Kurzbahneuropameisterschaften in Herning schwamm Peris nur über 50 Meter Rücken ins Finale und belegte den neunten Platz unter zehn Finalteilnehmerinnen. Die Europameisterschaften 2014 waren die letzte große internationale Meisterschaft, an der Peris teilnahm. Über 50 Meter Rücken wurde sie Vierte mit 0,17 Sekunden Rückstand auf die siegreiche Britin Francesca Halsall und 0,11 Sekunden Rückstand auf Bronze. Peris gewann Ende 2016 noch einmal den spanischen Meistertitel über 50 Meter Rücken auf der 25-Meter-Bahn und beendete dann ihre aktive Laufbahn.